# Мішка, Малюк й інші
«Мішка, Малюк й інші» («Мишка, Малыш и другие») — радянський двосерійний телефільм 1981 року, знятий режисерами Миколою Соловцовим і Агасі Бабаяном на студії «Центрнаукфільм».

## Сюжет
Дві новели «Коротке побачення» і «Перша весна» розповідають про маленьке ведмежа П'ятнашку, що пізнає навколишній світ.

## У ролях
- Станіслав Бородокін — Федір Іванович, вчитель, інспектор з полювання
- Валеріан Виноградов — рибалка
- Віктор Уральський — дядько Коля
- Віктор Філіппов — Сергій Олексійович Колунов, батько Кеши
- Светлана Швайко — мати Кеши
- Андрій Комаров — Кеша
- Наташа Тюренкова — Катя, дочка Федіра Івановича
- Володимир Смакович — лісник

## Знімальна група
- Режисери — Микола Соловцов, Агасі Бабаян
- Сценаристи — Леонід Бєлокуров, Агасі Бабаян
- Оператори — Анатолій Казнін, Михайло Комоліков
- Композитор — Мераб Парцхаладзе
- Художник — Я. Бєнін